# میرکو سلواجی
میرکو سلواجی (ایتالیایی: Mirko Selvaggi؛ زادهٔ ۱۱ فوریهٔ ۱۹۸۵) دوچرخه‌سوار اهل ایتالیا است.
از باشگاه‌هایی که در آن رکاب زده‌است می‌توان به اندرونی جوکاتولی–سیدرمک، سایکل کولستروپ، تیم آستانه، تیم دوچرخه‌سواری وکانسولیل–دی‌سی‌ام، و وانتی–گروپ گوبر اشاره کرد.